# Червона амазонська черепаха
Червона амазонська черепаха (Rhinemys rufipes) — єдиний вид черепах роду Амазонська бокошийна черепаха родини Зміїношийні черепахи. Вважалася представником роду Жабоголові черепахи, тому однім із синонімів цієї черепахи є «червона жабоголова черепаха». Тривалий час йшли дискусії, куди зарахувати її: у 1830 році Йоган Ваглер відкоремив червону черепаху в окремий рід. Але потім вона була повернута до інших родів Зміїношийних черепах. Остаточно визначено як окремий рід цю черепаху визнали у 1989 році, а підтверджено у 2001 році.

## Опис
Загальна довжина карапаксу досягає 25,6 см. Спостерігається статевий диморфізм: самиці більші за самців. Голова широка. На підборідді 2 вусика. Карапакса овальний, високий з кілем по середині. Пластрон великий, але залишає частину карапаксу не закритим. Пластрон у самців увігнутий, а у самиць — плаский. У самців хвіст довший й товстіший за хвіст самиць.
Колір голови, верху кінцівок, хвоста яскраво-червоний. Чорна смуга тягнеться від носа через око до шиї, зверху голови також розташована темна лінія, що йде від шиї до носа, де роздвоюється. Нижня частина голови червонувато-помаранчева, рожева. Червоний колір може зникати з віком. Карапакс темно-коричневого кольору. Забарвлення пластрону та перетинки кремовий або жовтий.

## Спосіб життя
Полюбляє струмки у вологих дощових лісах, річки з прозорою і каламутною водою. Іноді вилазить на сушу засмагати. Поживою є пальмові фрукти, водорості, молочай, насіння, хробаки, водні комахи, краби, креветки, риба, земноводні, ящірки.
Відкладання яєць відбувається у червні—серпні та у грудні—лютому в 2 місцях у Колумбії. У кладці 3—12 маленьких сферичних яєць розміром 41—42x37—38 мм, з крихкою шкаралупою. Кладка тільки 1 за сезон. Вилуплюються черепашенята у вересні. У них плаский світло-коричневий карапакс і добре помітний кіль.
В неволі часто хворіє на бактеріальну або грибкову інфекцію шкіри і швидко вмирає.

## Розповсюдження
Мешкає у басейні річки Амазонки: на північному заході Бразилії та у південно—східній частина Колумбії.